# John Burfield Hickman
John Burfield Hickman, britanski general, * 1899, † 1953.